# Darżewo (województwo pomorskie)
Darżewo (niem. Darsow) – wieś w Polsce położona w województwie pomorskim, w powiecie lęborskim, w gminie Nowa Wieś Lęborska na granicy pradoliny Łeby. Wieś jest siedzibą sołectwa Darżewo w którego skład wchodzi również miejscowość Laska.

## Historia miejscowości
Pierwsze wzmianki o Darżewie (niem. Darsow) pochodzą z XIV wieku. W 1310 roku margrabiowie brandenburscy nadali Słupskowi (Stolp) prawa miejskie, a sądownictwo powierzyli m.in. Johannesowi von Darsow, który w 1313 roku został burmistrzem Słupska. Od XV wieku dwór w Darżewie był lennem rodziny Stojentin. W 1453 r. w dokumentach pojawia się wzmianka o Jereslaf'ie Stojentinie, a w 1523 r. o Teslaff'ie Stojentin. W 1784 roku w Darżewie znajdował się folwark, kilka gospodarstw i szkoła. W XIX wieku rodzina Stojentin sprawowała zwierzchnictwo nad Darżewem oraz sąsiednim Skórowem (Schorin). Po śmierci Emila von Stojentin w 1912 roku, Darżewo przeszło pod zarząd Leo Roberta von Bonin. W 1925 roku we wsi znajdowały się 44 budynki mieszkalne, a w 1939 roku miejscowość liczyła 386 mieszkańców.
Przed końcem II wojny światowej Darżewo należało do powiatu Słupskiego (Stolp) w rejencji Koszalin (Köslin). 9 marca 1945 roku miejscowość została zajęta przez Armię Czerwoną, a następnie przekazana administracji polskiej i przemianowana na Darżewo. Niemieccy mieszkańcy zostali wysiedleni, a ostatnie rodziny opuściły wieś w 1958 roku. W Niemczech Zachodnich zidentyfikowano 178, a w NRD 95 wysiedlonych mieszkańców Darżewa.
W latach 1975–1998 miejscowość administracyjnie należała do województwa słupskiego. 
Na północ od wsi znajduje się zalesione wzgórze zwane Schlossberg (Góra Zamkowa), na którym znajduje się wał zamkowy z czasów prehistorycznych.
Inne miejscowości z prefiksem Darż: Darżewo, Darżkowo, Darżynko, Darżyno, Darzlubie